# Bomraldoddi, Yadgir
Bomraldoddi là một làng thuộc tehsil Yadgir, huyện Gulbarga, bang Karnataka, Ấn Độ.